# AGNES 200
Durante gli anni settanta e ottanta, la Francia lancia degli studi per delle navi da guerra di scorta (escorteurs) ad alta velocità (più di 40 nodi). Questi studi e riflessioni portano su diversi progetti; gli unici progetti sperimentali realizzati saranno il MOLENES e l'AGNES 200 (AG per indicare la lega alluminio-magnesio, NES per navire à effet de surface e 200 per 200 tonnellate).

## Descrizione
Le unità SES (Surface Effect Ship) sono la naturale evoluzione degli hovercraft, largamente meno efficienti. Esse hanno ottenuto attenzione, come mezzo pratico per riuscire a superare le 500. di dislocamento che in effetti gli hovercraft, a causa dell'enorme potenza richiesta, non riescono a superare di molto. Le SES a loro volta sono molto costose, e le realizzazioni pratiche sono ancora questionabili in termini di rapporto costo efficacia.

## MOLENES
Il MOLENES (dal francese: MOdèle LEger de NES, in italiano: Modello leggero di NES).
La Francia è rimasta presto interessata al concetto. La prima SES francese è stata la MOLENES, sigla che significa "mezzo sperimentale a effetto superficie". Realizzata nel 1981, essa aveva una massa di 5,4 tonnellate e lunghezza di 12,1m. Le sue sperimentazioni sono state considerate necessarie per stabilire tra l'altro il corretto rapporto lunghezza-larghezza delle navi di questo tipo che somigliano molto a dei catamarani, come anche gli effetti delle sollecitazioni strutturali della velocità e delle manovre.

## AGNES 200
L'AGNES 200 (dal francese: Aluminium-maGnésium NES de 200 tonnes, in italiano: Alluminio-maGnesio NES da 200 tonnellate).
Alla MOLENES è seguita la NES-200, molto più pesante (196,3t), che rappresentò un passo successivo verso la realizzazione di un modello di uso operativo, che nei piani era realizzabile all'inizio del XXI secolo. Questa nave avrebbe approfittato della larghezza del suo scafo per ospitare un largo ponte di volo, nonostante la lunghezza dello scafo assai modesta, con un grande hangar e un buon numero di elicotteri. L'armamento e i sensori sarebbero stati anch'essi pienamente all'altezza di una nave di prima linea.
L'apparato propulsivo avrebbe contribuito a determinare le caratteristiche più di ogni altra cosa, data l'impostazione della nave. Questa avrebbe potuto navigare in maniera economica in dislocamento con motori diesel, oppure a idrogetto. Per ottenere la sostentazione, avrebbe dovuto utilizzare le turbine al completo, con una potenza calcolata di quasi 100000hp. Navi di dislocamento analogo risalenti agli anni quaranta, come i caccia Mogador o gli incrociatori Capitani Romani hanno avuto potenze similari o addirittura superiori.
Le difficoltà costruttive pratiche risultarono molto pesanti, e così le fregate standard moderne sono adesso vettorate non verso la maggiore velocità ma verso criteri stealth. Ciò è evidenziato anche dalle rivoluzionarie Lafayette, che si accontentano di 26 nodi con uno scafo normale, ma una traccia radar ridotta al livello di quella di un peschereccio (ma avendo una massa di 3000 t) e che abbisognano di un apparato motore, molto affidabile ed economico (diesel) di potenza pari a un quarto delle futuristiche NES-4000, che non sono andate oltre la progettazione di massima.

## EOLES
L'EOLES (dal francese: Escorteur Océanique Léger à Effet de Surface, in italiano: Nave di scorta oceanica leggera ad effetto superficie) fu un progetto presentato nel 1984 dalla DCNS al salone navale Euronaval à Le Bourget (22-27 ottobre 1984).
Caratteristiche
- dislocamento di 950 tonnellate;
- propulsione assicurata da due turbine a gas LM2500 e due motori diesel 5000 cv;
- velocità:
  - su cuscino 50 nodi con mare calmo e 46 nodi con mare forza 6;
  - su scafo 18 nodi (motori diesel);
- armamento:;
  - un lanciatore Sylver (A50, 8 cellule)
  - un radar (Arabel);
  - due lanciatori MM40;
- suite ASW (sonar di scafo / rimorchiato);
- AS-332F Super Puma ASW.

## NESSIE
Il NESSIE (dal francese: Navire à Effet de Surface de Surveillance des Intérêts Économiques, in italiano: Nave ad effetto superficie di sorveglianza degli interessi economici) fu un progetto presentato nel 1984 dalla DCNS al salone navale Euronaval à Le Bourget (22-27 ottobre 1984).
Caratteristiche
- dislocamento di 200 tonnellate;
- propulsione assicurata da due motori diesel 4000 cv, azionanti due idrogetti per la sostentazione e due motori diesel da 1.000 cv per il galleggiamento;
- velocità:
  - su cuscino 40 nodi con mare calmo e 30 nodi con mare forza 3;
  - su scafo 12 nodi (motori diesel);
- armamento:
  - 4 MM40;
  - 2 cannoni da 40 mm;
  - 1 binato da 20 mm;
  - 2 lancia-flare Dagaie;
- SA.365 N Dauphin 2.